# Eois lunulosa
Eois lunulosa är en fjärilsart som beskrevs av Moore 1887. Eois lunulosa ingår i släktet Eois och familjen mätare. Inga underarter finns listade i Catalogue of Life.